# Verwaltungsgemeinschaft Neunkirchen am Brand
Die Verwaltungsgemeinschaft Neunkirchen am Brand im oberfränkischen Landkreis Forchheim wurde im Zuge der Gemeindegebietsreform am 1. Mai 1978 gegründet. Zum 1. Januar 1980 wurde die Marktgemeinde Neunkirchen am Brand entlassen. Der Sitz der Verwaltungsgemeinschaft wurde mit gleicher Wirkung nach Dormitz verlegt und die Körperschaft in Verwaltungsgemeinschaft Dormitz umbenannt.